# Кыргызстан на зимних Олимпийских играх 1998
Кыргызстан принимал участие в Зимних Олимпийских играх 1998 года в Нагано (Япония) во второй раз за свою историю, но не завоевал ни одной медали. Сборную страны представлял единственный спортсмен — биатлонист Александр Тропников, который выступил в двух личных видах программы. В индивидуальной гонке Тропников показал 35-й результат, который стал для него лучшим за две Олимпиады (он также выступил на Играх 2002 года в Солт-Лейк-Сити)

## Результаты

### Биатлон
Мужчины
| Спортсмен           | Дисциплина           | Стрельба    | Время     | Отставание | Место |
| ------------------- | -------------------- | ----------- | --------- | ---------- | ----- |
| Александр Тропников | индивидуальная гонка | 2 (0+1+1+0) | 1:01:17.7 | +5:01.3    | 35    |
| Александр Тропников | спринт               | 4 (3+1)     | 31:55.8   | +4:39.6    | 65    |